# ヴァルカン (工作艦)
ヴァルカン (USS Vulcan, AR-5) は、アメリカ海軍の工作艦。ヴァルカン級工作艦のネームシップ。艦名はローマ神話の火の神であるウゥルカーヌスにちなむ。
ヴァルカンは1941年の就役後、1991年の退役まで約50年にわたって運用された。

## 艦歴
ヴァルカンはニュージャージー州カムデンのニューヨーク造船所で1939年12月16日に起工、アメリカ合衆国海軍長官ジェームズ・フォレスタル夫人の手で1940年12月14日に進水し、1941年6月14日にフィラデルフィア海軍造船所においてレオン・S・フィスク中佐の指揮の下で就役した。

### 1941年～1943年（アイスランドでの活動）
ヴァルカンはプエルトリコのサンフアンとグアンタナモ湾への慣熟航海の後、8月半ばにフィラデルフィア海軍造船所で慣熟航海後の修繕を行った。8月20日にヴァルカンは大西洋艦隊に加わってフィラデルフィアを出発、メイン州のカスコ湾を経由してニューファンドランドのアルジェンシャへ向かった。
当時、大西洋艦隊は大西洋の戦いに大きく関わるようになっていた。1941年7月、アイスランド政府の求めにより、ドイツの地政学者カール・ハウスホーファーが「アメリカの…ピストルのように…」と地勢を評したこの戦略上重要な島へアメリカ軍が進駐した。そしてレイキャヴィークとクヴァールフィヨルズルの不毛な二港に基地を開設した。すぐに海軍のひょうきん者たちは、それぞれに「リンキー・ディンク」（Rinky Dink = 古臭いもの）、「バレーフォージ」（Valley Forge）と綽名を付けた。
ドイツ海軍の戦艦ビスマルクが1941年春に行ったように戦艦ティルピッツが大西洋へ出撃するかもしれないという懸念が強まり、そのような事態を阻止するためにアメリカ海軍は任務部隊をアイスランドへ急派した。そして、空母ワスプ（USS Wasp, CV-7）を基幹とする第4任務部隊（Task Force 4, TF 4）が9月23日にアルジェンシャを出航した。部隊にはワスプの他に、戦艦ミシシッピ（USS Mississippi, BB-41）と重巡洋艦ウィチタ（USS Wichita, CA-45）、そしてヴァルカンが含まれ、それらの艦を4隻の駆逐艦が護衛していた。アイスランド南西海上を遊弋していた一隻のUボートが、26日に部隊を発見した。しかしながら、部隊に追随することも、部隊がアメリカ海軍艦だと識別することもできなかった。第4任務部隊は敵を振り切って、9月28日に「バレーフォージ」に到着した。
ティルピッツは出撃してこなかったものの、Uボートは連合軍の海上輸送に痛烈な被害をもたらしていた。1941年秋までに、アメリカ海軍の駆逐艦は大西洋を横断する航路の前半部で輸送船団の作戦に従事し、MOMP（大西洋上の中間地点）でイギリス軍に任務を引き継いだ。9月4日には、中立パトロール中の駆逐艦グリーア（USS Greer, DD–145）がUボートから攻撃を受け、寸でのところで雷撃を回避するという事態も起こった。

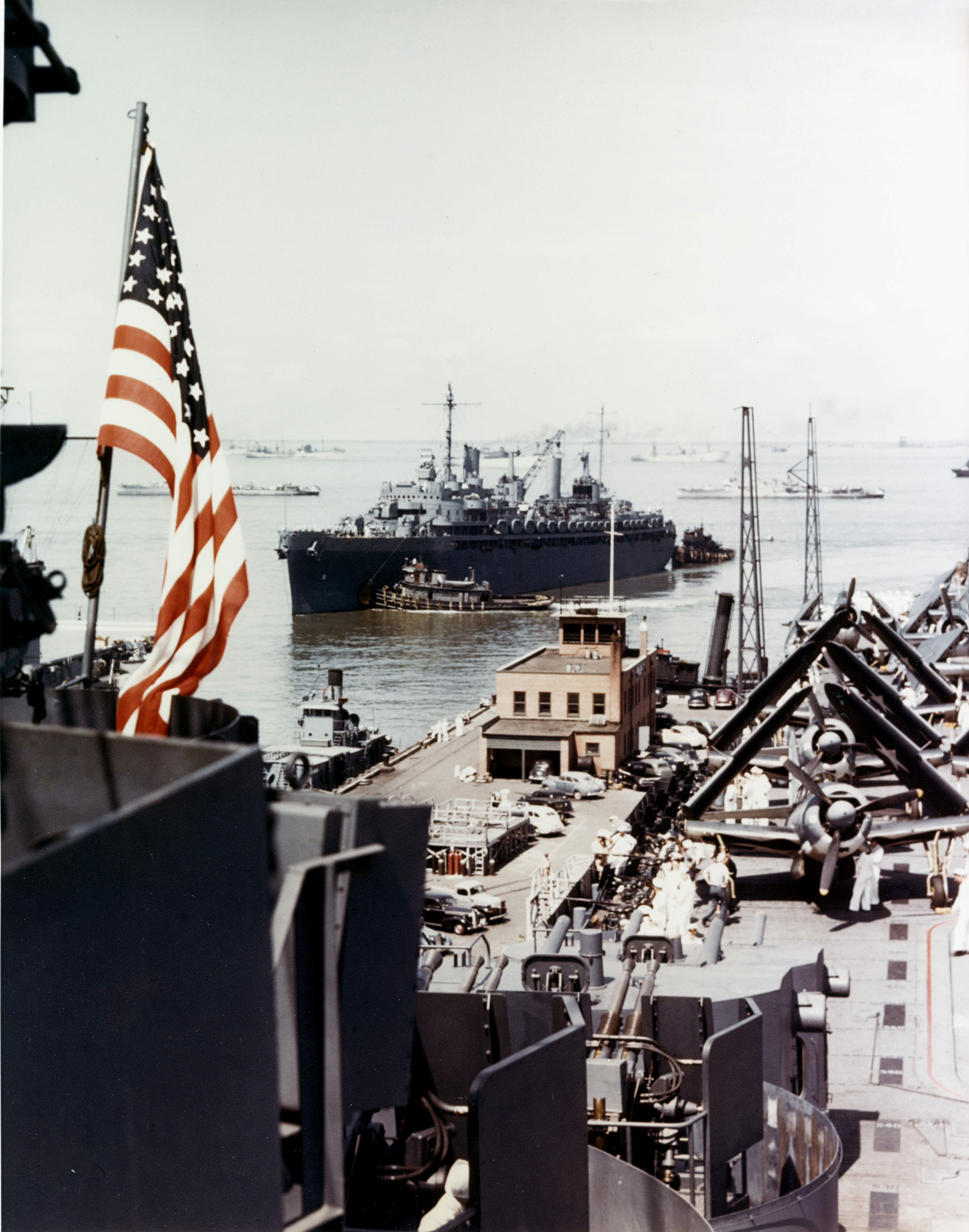
ノーフォークを出航するヴァルカン。1943年6月22日。

1941年10月17日には、SC-48船団を護衛中だった駆逐艦カーニー（USS Kearny, DD-432）がU-568に雷撃される事件が発生し、カーニーの乗員11名が死亡した。カーニーはレイキャヴィークへよろよろと入港したが、左舷側の艦橋下と後方の外板には大穴が開き醜く変形していた。乾ドックのような本格的な修理施設は存在しなかったため、ヴァルカンはカーニーに対して時宜を得た効果的な援助を提供した。カーニーはヴァルカンに接舷させられて、艦体を傾けて左舷の破孔を水線上に出すために右舷へ注水された。すぐに、ヴァルカンの修理隊は損傷した外板を切り取って穴を閉塞した。1941年のクリスマスまでにカーニーは本格的な修理を行うため東海岸へ出航することができるようになり、ボストンで入渠修理を実施したのだった。
厳しい気候下での作戦行動もまた自然の様々な危険をもたらし、霧や嵐がしばしば作戦を妨げ、時に衝突事故を引き起こした。1941年11月、行方不明のアイスランド商船を捜索中だった駆逐艦ニブラック（USS Niblack, DD-424）がノルウェーの商船に衝突された。だが衝突した商船によって外板に穴を穿たれたニブラックは、速やかにヴァルカンによって修理されて穴も塞がれた。修理されたニブラックは再び本来の任務である護衛活動に復帰することができた。
ヴァルカンはその後も1942年春まで凍てつく不毛の地へ留まっていた。その間1941年12月7日には真珠湾攻撃が発生し、太平洋艦隊の戦艦群が甚大な損害を受けていた。もはやアメリカは両大洋で戦争に突入していた。ヴァルカンは1942年4月26日に補給艦タラゼド（USS Tarazed, AF-13)、駆逐艦リヴァモア（USS Livermore, DD-429)、そして馴染み深いカーニーとともに「バレーフォージ」を出航、5月2日にボストンへ到着した。それからヴァルカンは、再び北大西洋での艦隊支援へ戻る前に乾ドックへ入渠して整備を実施した。6月16日から11月14日まではアルジェンシャで、次いでクヴァールフィヨルズルへ移り、11月18日に現地で駆逐艦母艦メルヴィル（USS Melville, AD-2）の負担を軽減した。その後ヴァルカンはデリーを経由してハンプトン・ローズへ出航する1943年4月6日まで「バレーフォージ」に留まっていた。

### 1943年～1944年（地中海）
ヴァルカンは6月8日から22日までノーフォークで修理を行った後、地中海へ移動し6月27日にアルジェリアのオランへ到着した。6月終わりにはアルジェへ移ったが、ヴァルカンはそこで炎上するイギリスの弾薬輸送船アローに対して消火・救援要員を送った。ヴァルカンの水兵3名がボートで炎上するアローへ接近すると、舷側の外板を切断して下甲板に閉じ込められたイギリスの水兵たちを助け出した。この勇敢かつ機知に富んだ行動により、3人の水兵はイギリス政府およびアメリカ海軍、アメリカ海兵隊から勲章を授与された。
ヴァルカンは1944年夏まで北アフリカ沿岸で行動し、同年8月から9月まで南フランスへの上陸作戦であるドラグーン作戦を支援する。作戦に参加する艦艇や舟艇に対する修理活動の功績により、ヴァルカンは従軍星章1個を受章した。

### 1945年～1946年（太平洋）
1944年の終わり、太平洋方面での緊急の需要に応えるため、ヴァルカンは1944年11月23日にGUS-59船団に加わって地中海を出航した。出航後にノーフォークで1945年1月まで修理を行ってから、ヴァルカンは南太平洋へ向かった。1945年2月9日にガダルカナル島へ到着し、戦争の残りの期間ツラギ、ヌメアそしてウルシー環礁で活躍した。ウルシー環礁では、沖縄戦に参加する揚陸艦艇の支援に従事している。
日本の降伏後、ヴァルカンは沖縄へ移動して中城湾へ入り、そこで9月後半まで強烈な台風のために座礁したり大きく損傷した艦艇の修理を行った。その時再び激しい台風が泊地を襲い、ヴァルカンは17隻の商船を率いて外海へ退避した。退避行動は成功し、ヴァルカンらは一切の損失なしに9月28日に帰港した。
それからすぐに、ヴァルカンは占領軍を支援するために日本本土へ向けて出航する。ヴァルカンは支援艦艇やタンカーの一団を率いて、未だ掃海作業が完了していない瀬戸内海へ入り10月8日に広島県呉市の広湾へ到着した。ここでヴァルカンは、呉を拠点に活動する占領部隊の艦艇へ食料、燃料、水を補給する前進支援部隊を組織し、他にも港に郵便局、診療所、休養施設を開設している。加えて、ヴァルカンは日本本土近海各所にばら撒かれた機雷を処理する掃海艦艇のディーゼル機関を整備する活動にも従事した。
翌1946年になるとヴァルカンは神戸と横須賀でも活動し、3月9日に横須賀を出港、アメリカ本土の東海岸へ向かった。真珠湾とパナマ運河を経由しながら、ヴァルカンは4月15日にニューヨークのブルックリンへ到着した。

### 1946年～1991年（大西洋艦隊）
ヴァルカンは1954年2月までロードアイランド州ニューポートで活動した後、バージニア州ノーフォークへ移った。ヴァルカンはノーフォークを母港にして1970年代半ばまで大西洋艦隊の艦艇を修理し続けた。この活動の中で多様な艦艇に修理、調整、そしてオーバーホールを行っている。ヴァルカンはカリブ海地域からカナダに至るまで各地の港湾を回り、グアンタナモ湾、サンフアン、ニューヨーク、ボストン、メイポート、チャールストンといった港で修理を提供した。
1962年秋、アメリカの情報機関がキューバにソ連のミサイル基地が建設されていることを察知した。このいわゆるキューバ危機において、カリブ海を舞台に米ソ両国がにらみ合う緊張状態が発生した。ヴァルカンは、ソ連の軍需品がこれ以上キューバへ持ち込まれないようにする海上封鎖へ従事する艦艇に不可欠な修理を提供するためサンフアンへ向かった。ヴァルカンは電子装備や兵装の整備任務にも従事している。11月2日から26日までキューバの封鎖を支援した後、ノーフォークで通常の任務に戻った。

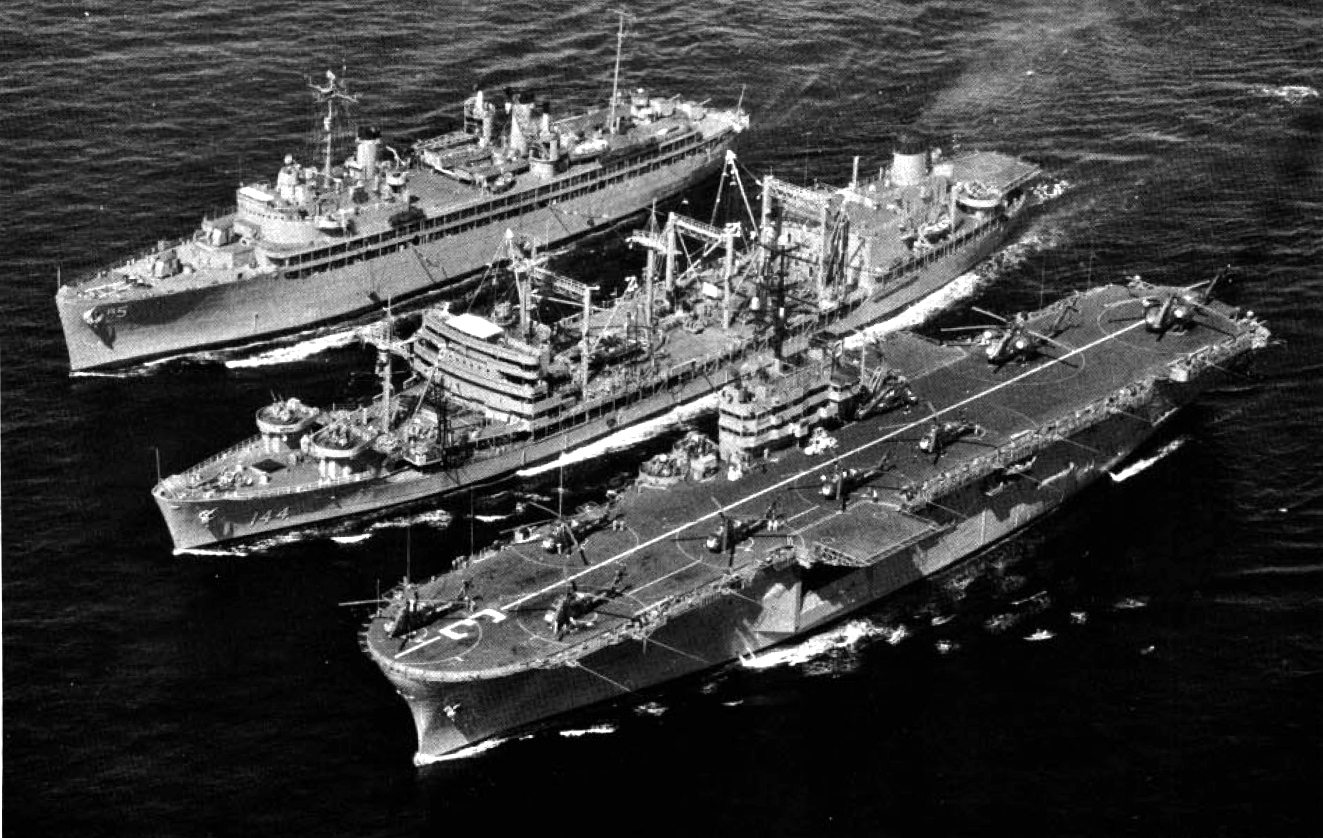
強襲揚陸艦オキナワ（USS Okinawa, LPH-3）と共に給油艦ミシシネワ（USS Mississinewa, AO-144）から給油を受けるヴァルカン。1962年。

1960年代から1970年代の間に、ヴァルカンが東海岸とカリブ海での通常活動を離れたのは一度だけであった。1964年秋、ヴァルカンが北大西洋条約機構（NATO）の演習に参加するためヨーロッパへ向かった時である。同年9月8日にノーフォークを出てスコットランドへ向かったヴァルカンは9月21日にグリーノックへ到着した。
NATO演習「チームワーク」（Teamwork）に参加後、ヴァルカンはベルギーのアントワープ、フランスのル・アーヴル、そしてスペインのウエルバ沖で実施された水陸両用演習「スチール・パイクI作戦」（Operation Steel Pike I）に参加する前にロタを訪問している。ノーフォークへ帰還後はすぐに通常の任務へ戻った。
航海訓練と並んで、ヴァルカンはノーフォークでの工作艦としての長い任務の合間に、海軍予備士官訓練部隊（NROTC）の予備士官候補生たちに対して個艦訓練を実施している。ヴァルカンがその修理能力を発揮した例の中には、技術調査艦リバティー（USS Liberty, AGTR-5）に対するものが挙げられる。3月24日から4月21日まで整備を受けるためヴァルカンに接舷したリバティーは海外展開へ向かったが、1967年6月8日にエル＝アリーシュ沖でイスラエルの航空機と魚雷艇による攻撃を受けて大破してしまった（リバティー号事件）。
1975年の終わり、ヴァルカンはコロンビア海軍で使用されている元アメリカ海軍の駆逐艦3隻へ修理を行うためにコロンビアのカルタヘナを訪問した。ヴァルカンはそこで駆逐艦の修理だけでなく、コロンビア海軍の将兵たちに有用な訓練を提供した。1976年の9ヶ月間にわたる大規模オーバーホールの結果、長らく主兵装であったヴァルカンの5インチ主砲4門は撤去され、代わりに20ミリ機銃4門が設置された。
1970年代のヴァルカンの旅程には、フォートローダーデール、ハリファックスからチャールストンやグアンタナモ湾のようなより馴染み深い港まで各地への入港と休養が含まれた。1977年、訓練航海からの帰投中に、ヴァルカンはポルトガル海軍のフリゲートアルミランテ・ガゴ・コーチニョ（NRP Almirante Gago Coutinho, F473）の援助に派遣された。ヴァルカンはアルミランテ・ガゴ・コーチニョに寄り添い、ボイラー水の緊急補給を行った。
それから程なくして、ヴァルカンは1978年11月1日に病院船以外で初めて女性士官が配置されたアメリカ海軍艦になった。最初の女性下士官たちは1978年12月と1979年1月に到着した。女性を乗せての最初の拠点間航海は、1979年2月にニュージャージー州アール海軍給兵基地へ向かったものであった。同年9月にはヴァルカンはノーフォークを離れて、男女合同による初の大西洋横断を行っている。「Women in Navy Ships」（WINS）プログラムの先駆者となったヴァルカンの女性乗員たちは、全乗員の7分の1を占めていた。
1980年9月、ヴァルカンはNATO演習「チームワーク 80」（Teamwork 80）にアメリカ海軍、イギリス海軍、オランダ海軍そしてドイツ海軍の艦艇と共に参加している。ヴァルカンは1983年2月中旬に、13ヶ月間に及ぶ大規模オーバーホールを完了した。ヴァルカンの34代目の艦長であるJ・E・マクコンヴィル艦長の指揮の下で、ヴァルカンは困難なオーバーホールと続く慣熟訓練を成功裏に完了したのであった。同年5月、ヴァルカンはキューバのグアンタナモ湾からフロリダへの航海中に、ハイチ難民を乗せたまま航行不能となり3日間漂流していたボートローズ・カリダ（Rose Carida）を救援した。
1984年の前半、ヴァルカンはセントジョンとアールを訪れた。さらにオマーンのアル=マシーラ沖で同じく第二次世界大戦時の艦であるヨセミテ（USS Yosemite, AD-19）を交代するため、ヴァルカンは10月1日にスペインのマラガを出た。
1991年の湾岸戦争では、ヴァルカンはペルシャ湾に展開して艦艇の支援活動に従事した。

### 退役

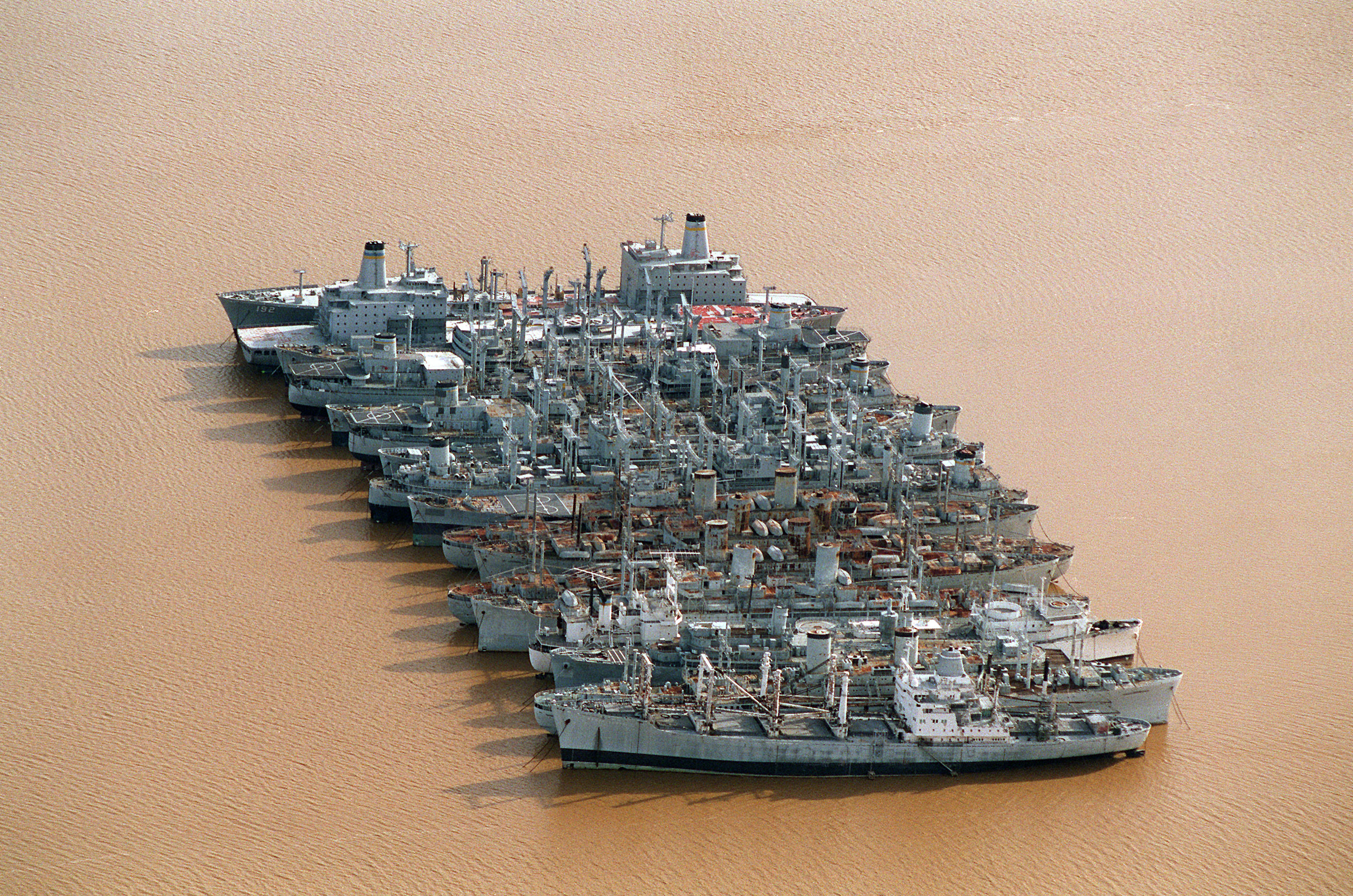
ジェームズ川で保管されるヴァルカン（手前から3隻目）。1996年1月28日。

ヴァルカンは半世紀におよぶ現役生活の後に1991年9月30日退役し、1992年7月28日に海軍艦艇名簿から除籍され大西洋予備役艦隊で保管された。1999年2月1日には、バージニア州フォート・ユースティスのジェームズ川で国防予備船隊の1隻として保管されるために、ヴァルカンは連邦海事局へ移管された。
2006年11月9日、バージニア州チェサピークのBay Bridge Enterprises LLCとヴァルカンの解体に係る契約が結ばれ、ヴァルカンの艦体は2006年12月19日に解体地へ曳航された。

## 栄典
ヴァルカンは第二次世界大戦の功績で1個の従軍星章を受章したほか、以下の勲章を与えられた。
- 軍遠征勲章（英語版）・・・2個（キューバ：1962年10月30日から1962年11月29日、ドミニカ共和国：1965年5月6日から1965年5月30日）[4]
- 海軍Eリボン（英語版）・・・1974年7月1日から1975年6月30日[4]
- 部隊勲功章・・・1989年6月1日[4]
- 海軍勲功章（英語版）・・・砂漠の嵐作戦：1991年1月17日から1991年2月28日[4]
- 南西アジア従軍章（英語版）・・・1991年1月23日から1991年2月15日[4]
- アメリカ防衛軍務勲章・・・「A」略章付き[1]
- アメリカ戦役勲章[1]
- ヨーロッパ・アフリカ・中東戦役勲章（英語版）・・・星章1個付き[1]
- アジア・太平洋戦役勲章（英語版）[1]
- 第二次世界大戦戦勝記念章[1]
- 海軍占領軍務勲章（英語版）・・・「アジア」略章付き[1]
- 国土防衛従軍章・・・星章2個付き[1]
- クウェート解放勲章（英語版）[1]